# Hoek
Hoek è una località e un'ex-municipalità dei Paesi Bassi situata nella provincia della Zelanda.
Soppressa nel 1970, il suo territorio è stato accorpato a quello della municipalità di Terneuzen.
Si trova nella regione geografica delle Fiandre zelandesi (Zeeuws-Vlaanderen).